# Coleoxestia guttula
Coleoxestia guttula là một loài bọ cánh cứng trong họ Cerambycidae.